# 關琦
關琦（Guan Qi，1981年12月18日—），中國满族人，籍貫吉林長春，中國吉林長春出生，2003年第53屆世界小姐中國總决賽冠軍、2003年第53屆世界小姐季軍。她是首名來自中國大陸而能進入世界小姐三甲的參選者。

## 生平
關琦在1993年—1999年在吉林毓文中學就讀並且畢業，之後到了北京服裝學院進修服装設計學士課程並且畢業。
2003年，於在三亞舉辦的第53届世界小姐大賽總决賽上獲得季軍。
2005年，關琦正式成為母校北京服裝學院的一名教師，為該校大二學生教授模特公開禮儀等課程。

## 人物
關琦曾為服装設計師，也是一個優秀的運動員，有六年排球運動員的經歷。她也擅長鋼琴、小提琴和演唱。

## 曾參加選美比賽及獎項
- 2001年中國金沙灘模特大赛--十佳
- 2001年精英世界模特大賽中國總决賽--十佳
- 2001年中國模特之星大赛--十優
- 2003年第53屆世界小姐中國總决賽--冠軍
- 2003年第53屆世界小姐季軍
- 2003China Young莱卡風尚大典最具風尚女模特”提名

## 其他獎項
- 2003年中國SOHU中國十大傑出女性

## 曾拍攝廣告或擔任代言人
- 美寶蓮彩装系列形象廣告
- 潘婷全新瑩彩深層修護系列形象媒體宣傳廣告
- 華鹏陶瓷形象廣告
- 國際經紀人論壇形象代言人
- 艾韵音响形象代言人
- 通靈翠鑽形象代言人
- 順時針服飾形象代言人

## 曾演出電視節目
吉林電視台都市頻道--《時尚》主持人

## 外部連結
- 新華網-世界小姐2003-關琦簡介 （页面存档备份，存于）